# 叶志镇
叶志镇（1955年5月—），浙江苍南人，中国无机光电材料专家，浙江大学材料学院教授。2019年当选为中国科学院院士。